# Armada del Levante
La Armada del Levante (en francés: Armée du Levant) son las fuerzas armadas de Francia (y después, de la Francia de Vichy) que fueron reclutadas parcialmente en el área denominada como Levante Mediterráneo durante el período de entreguerras (1918-1939) y principios de la Segunda Guerra Mundial. Las potencias británica y francesa se repartieron los territorios árabes del antiguo Imperio Otomano tras derrotarlo en la Primera Guerra Mundial, y las unidades sirias, libanesas, circasianas, kurdas y drusas reclutadas localmente de esta fuerza fueron designadas como «Tropas Especiales del Levante» (Troupes Speciales du Levant).

## Orígenes

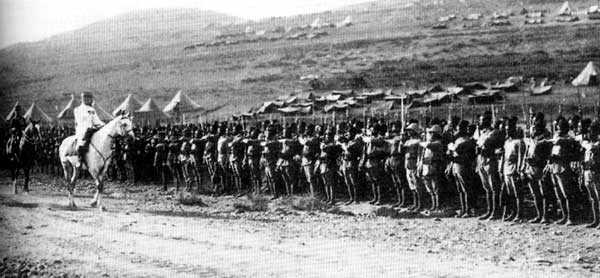
El general francés Henri Gouraud a caballo inspeccionando a las tropas coloniales francesas en Maysalun.

En septiembre de 1919, Lloyd George y Georges Clemenceau llegaron a un acuerdo para reemplazar las tropas británicas que ocupaban Cilicia por tropas francesas.
Los primeros elementos de este nuevo ejército provienen de la antigua 156.ª División de Infantería (156ème division d’Infanterie) del Ejército Aliado de Oriente, bajo el mando general Julien Dufieux. Esta división de Cilicia incluía un regimiento metropolitano, el 412.º Regimiento de Infantería (412ème  régiment d'Infanterie), un regimiento colonial, el 17.º Regimiento de Tirailleurs Senegaleses (17ème régiment de Tirailleurs Sénégalais), un regimiento de la Legión Franco-Armenia y el 18.º Regimiento de Tirailleurs Argelinos (18ème régiment de Tirailleurs Algériens). En 1920, esta división se convirtió en la primera de las cuatro divisiones del Levante.
En 1920, los franceses recibieron un mandato sobre Siria y el Líbano por parte de la Liga de Naciones. Dos años después ambos territorios se separarían, formando en el Mandato francés de Siria (1922-1946) y el Mandato francés del Líbano (1922-1943).
Tras la Conferencia de San Remo, celebrada entre el 19 y el 26 de abril de 1920 en San Remo, Italia, la efímera monarquía del rey Fáisal fue derrotada en la batalla de Maysalun por tropas francesas al mando del general Mariano Goybet, durante la guerra franco-siria. El ejército francés bajo el mando del general Henri Gouraud ocupó el Mandato de Siria y el Mandato del Líbano y la guerra acabó en julio de ese mismo año.
Las autoridades francesas crearon una fuerza llamada Legión de Siria poco después del establecimiento de los mandatos. Esto comprendía tanto unidades de infantería como de caballería y se componía principalmente de grupos minoritarios dentro de la propia Siria.

## Período de entreguerras
Tras la revuelta drusa de 1925-1927, la Legión Siria se reorganizó en las Tropas especiales del Levante (Troupes spéciales du Levant) ampliada con infantería norteafricana (tirailleurs) y caballería (spahis), Legión Extranjera Francesa (Légion étrangère), y unidades coloniales de infantería/artillería tanto francesas como senegalesas. Todo en conjunto constituyó el Ejército del Levante y fue el responsable de mantener el orden en ambos mandatos franceses durante el período de entreguerras.

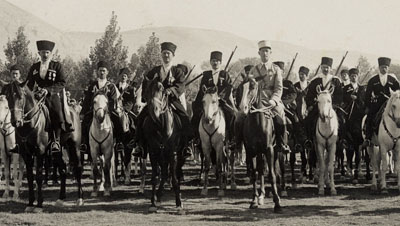
Caballería circasiana del Ejército de Levante con su comandante coronel Philibert Collet.

### Ejército
La Administración del Mandato francés siguió el principio de dividir y vencer al organizar las Troupes Speciales. En gran medida, los árabes musulmanes sunitas, que constituían aproximadamente el 65% de la población de Siria, fueron excluidos del servicio con las Troupes Speciales, que procedían principalmente de las minorías drusa, cristiana, circasiana y alauita. Durante el período de 1926 a 1939, el Ejército del Levante incluyó entre 10.000 y 12.000 tropas locales comprometidas organizadas en: diez batallones de infantería (en su mayoría alauitas), cuatro escuadrones de caballería (drusos, circasianos y sirios mixtos), tres compañías de cuerpo de camellos (méharistes ), ingeniero, vehículo blindado y unidades de apoyo. Además, había 9 compañías de infantería ligera libanesa (chasseurs libanais) y 22 escuadrones de infantería montada drusa, circasiana y kurda que formaban las tropas auxiliares (Troupes Supplementaires ). Esta última fuerza proporcionó una forma de policía militar (gendarmería) con fines de seguridad interna y se desplegó principalmente en las zonas de su reclutamiento. Algunas de las unidades libanesas fueron entrenadas como tropas de esquí para el servicio de montaña y llevaban las boinas de la infantería de montaña de élite francesa (Chasseurs Alpins ).
La caballería circasiana (Groupement d'Escadrons Tcherkess) se originó con refugiados musulmanes de la región del norte del Cáucaso que huyeron de la expansión rusa zarista durante el siglo XIX. Se estima que 850.000 buscaron refugio en el Imperio Otomano, de los cuales 30.000 se establecieron en Siria y sirvieron en regiones fronterizas como irregulares tribales montados. Desde este papel entraron en el servicio francés después de 1920.
En 1938, las Troupes Speciales contaban con 10.000, con 306 oficiales, de los cuales solo 88 eran franceses. La Academia Militar de Homs (École Militaire) se estableció en Homs para capacitar a oficiales sirios y libaneses y suboficiales especializados (NCO). La política francesa siguió favoreciendo el reclutamiento de grupos minoritarios étnicos y religiosos específicos. El general Charles Huntziger, el comandante militar francés en Siria, declaró en 1935: «no debemos olvidar que los alauitas y los drusos son las únicas razas guerreras en nuestro mandato y constituyen soldados de primer nivel entre los que reclutamos nuestras mejores troupes speciales».

### Tropas auxiliares
Se desplegaron tropas auxiliares reclutadas localmente (Troupes supplémentaires) con fines de seguridad interna en regiones específicas (Grand Liban, Alepo y Damasco). Estos incluían unidades de gendarmería, guardias móviles y guardias rurales.

### Naval
Cuando el almirante Henri du Couëdic de Kerérant asumió el mando en junio de 1924, la División Naval del Levante (DNL) estaba compuesta principalmente por el buque de mando, el crucero acorazado Waldeck-Rousseau, tres buques de guerra armados, Bethune, Baccarat y Mondement y dos cañoneras Agile. y Dedaigneuse. El Waldeck-Rousseau fue llamado a Francia a finales de año para ser desarmado, debido a restricciones presupuestarias. No fue reemplazado, pero varios otros barcos, incluido el Jeanne d'Arc, compensaron esta disminución de la presencia francesa en el Levante.
El área de operación de la División Naval de Levante incluía el Mediterráneo oriental, el Mar de Mármara y los Estrechos, así como el Mar Negro, el Mar Rojo y el Golfo de Adén (aviso Diana) Un comandante naval encabezó los servicios terrestres en Beirut; informando, en tiempo de paz, al almirante al mando de la División Naval del Levante y, en tiempo de guerra, al Alto Comisionado del Levante.

## Uniformes e insignias
Los uniformes de las Troupes Speciales variaban según el brazo de servicio, pero mostraban una mezcla de influencias francesas y levantinas. El personal indígena usaba el kefíe (rojo para los drusos y blanco para otras unidades), fezes o turbantes. Las tropas montadas circasianas vestían un vestido completo negro que se parecía mucho al de los cosacos caucásicos, completo con sombreros de astracán (ver fotografía arriba). Una característica común en las Troupes Speciales fue el uso de violette (rojo púrpura) como color de revestimiento en parches de cuello de túnica, cinturones y kepis. Las insignias de escuadrón o rama a menudo incluían puntos de referencia regionales como los cedros del Líbano o la mezquita principal de Damasco.

## Segunda Guerra Mundial
El 22 de junio, después de la caída de Francia, las fuerzas del Levante se pusieron del lado del gobierno de Vichy del mariscal Philippe Pétain. En 1941, la Mancomunidad Británica, la Francia Libre y otras fuerzas aliadas lanzaron la Operación Exportador, la campaña Siria-Líbano. Atacaron al Ejército del Levante desde el Mandato Británico de Palestina y desde el Reino de Irak, recientemente ocupado durante la Guerra Anglo-Iraquí. El 8 de junio de 1941 a las 2 a. m., las fuerzas británicas, australianas y de la Francia Libre cruzaron hacia Siria y el Líbano.

### Comando francés
Durante la Operación Exportador, el Ejército del Levante estaba comandado por el General Henri Dentz. Dentz también fue el alto comisionado del Levante. El teniente general Joseph-Antoine-Sylvain-Raoul de Verdillac era el segundo al mando en el momento de la invasión británica.

### Ejército francés
En 1941, el Ejército del Levante todavía estaba dividido en tropas de la Francia metropolitana, tropas coloniales y las Tropas Especiales del Levante (en francés: Troupes spéciales du Levant).
Las tropas regulares francesas estaban formadas por cuatro batallones del 6.º Regimiento de Infantería Extranjero 6e REI (según Dentz, estas eran las mejores tropas disponibles para el mando francés de Vichy) y tres batallones del 24.º Regimiento de Infantería Colonial (habituales franceses alistados para el servicio en el extranjero). Estos últimos se fortalecieron fusionándolos con dos batallones de guarnición de tropas senegalesas para formar un regimiento colonial mixto (régiment mixte coloniale).
Las compañías especiales estaban formadas por once batallones de infantería: tres batallones de infantería ligera libaneses (en francés: bataillons de chasseurs libanais) y ocho batallones sirios (bataillons de Levant ). Además, había dos grupos de artillería y unidades de apoyo. Las compañías especiales incluían al menos 5.000 jinetes organizados en escuadrones de unos 100 hombres cada uno. Incluidos en la caballería estaban 15 escuadrones de caballería circasiana, tres de ellos motorizados. Las compañías especiales estaban dirigidas por oficiales indígenas y suboficiales con un pequeño cuadro de oficiales franceses.
Las tropas africanas comprendían seis batallones de fusileros (tirailleur) argelinos, tres tunecinos, tres senegaleses y uno marroquí.
El contingente de caballería del norte de África estaba formado por el 4.º tunecino, el 1.º marroquí y el 8.º spahis argelino y ascendía a unos 7.000 soldados árabes y bereberes, en su mayoría oficiales franceses. La mayoría iban a caballo o en camiones ligeros, mientras que unos pocos iban equipados con vehículos blindados. También había un elemento de caballería mecanizado proporcionado por el 6.º y 7.º caballo ligero africano (Chasseurs d 'Afrique) que totalizaba 90 tanques (en su mayoría Renault R-35 con algunos Renault FT) y una cantidad similar de vehículos blindados.

### Fuerzas Aéreas Francesas
La Fuerza Aérea Francesa de Vichy (en francés: Armée de l'Air de Vichy) de la Fuerza Aérea Francesa en el Levante era relativamente fuerte al estallar las hostilidades en 1939. Pero en 1940, muchos de los aviones estacionados en Siria y Líbano fueron enviados de regreso a la Francia metropolitana. Esto dejó a los franceses de Vichy en el Levante con solo una serie de modelos obsoletos. Sin embargo, alarmado por la creciente amenaza de una invasión británica, Vichy envió un grupo de combatientes desde Argelia. Una vez que comenzó la lucha, tres grupos adicionales llegaron en avión desde Francia y desde el norte de África. Esto elevó la fuerza de la Fuerza Aérea Francesa de Vichy en el Líbano y Siria a 289 aviones, incluidos unos 35 cazas Dewoitine D.520 de última generación y algunos nuevos bombarderos ligeros Glenn Martin 167 fabricados en EE. UU. Inicialmente, esto le dio a los franceses de Vichy una ventaja sobre las unidades aéreas aliadas. Pero la pérdida de aviones franceses de Vichy fue muy alta: 179 aviones se perdieron durante la campaña, la mayoría destruidos en tierra.

### Fuerzas navales francesas
Dos destructores y tres submarinos de la Armada francesa (Marine Nationale) estaban disponibles para apoyar a las fuerzas de Vichy en el Levante.

## Fin del dominio francés
Tras la derrota de Vichy en 1941, los componentes franceses y africanos del Ejército del Levante fueron repatriados en su mayor parte a sus territorios de origen. Una minoría (incluidos algunos libaneses y sirios) aprovechó la oportunidad para unirse a las Fuerzas Francesas Libres.
El general francés libre Georges Catroux tomó el control de Siria después de la derrota de los franceses de Vichy. El 26 de noviembre de 1941, poco después de asumir este cargo, Catroux reconoció la independencia de Líbano y Siria en nombre de la Francia Libre. Aun así, siguió un período de ocupación militar. El 8 de noviembre de 1943, después de las elecciones, Líbano se convirtió en un estado independiente. El 27 de febrero de 1945, el Líbano declaró la guerra a la Alemania nazi y al Imperio de Japón. El 1 de enero de 1944, Siria siguió al Líbano y también se convirtió en un estado independiente. El 26 de febrero de 1945, Siria declaró la guerra a la Alemania nazi y al Imperio de Japón.
Las compañías especiales siguieron existiendo durante la ocupación militar, todavía bajo la autoridad francesa. hasta agosto de 1945. La mayoría luego se transfirió al nuevo ejército sirio. Los fundadores del ejército libanés posterior a la independencia se habían formado como oficiales en las compañías especiales.